# Arborea (Oristany)
Arborea (en sard, Arborea) és un municipi italià, dins de la província d'Oristany. L'any 2007 tenia 3.991 habitants. Es troba a la regió de Campidano di Oristano. Limita amb els municipis de Marrubiu, Santa Giusta i Terralba.

## Història
La ciutat fou fundada per les autoritats feixistes el 29 d'octubre de 1928 amb el nom de Mussolinia di Sardegna i repoblada amb italians procedents del Vènet, raó per la qual entre els ancians encara es parla el vell dialecte. Amb la caiguda del règim feixista italià, l'enclavament passarà a anomenar-se Arborea en record de l'homònim Jutjat.

## Administració
| Període | Identitat         | Partit        |
| ------- | ----------------- | ------------- |
| 2005-   | Giuseppe Costella | Llista cívica |